# Departament de Matagalpa
El Departament de Matagalpa és un departament de Nicaragua. La seva capçalera departamental és la ciutat de Matagalpa. Està a 125 km al nord-est de Managua.

## Municipis
1. Ciudad Darío (Metapa)
2. Esquipulas
3. Matagalpa
4. Matiguás
5. Muy Muy
6. Rancho Grande
7. Río Blanco
8. San Dionisio
9. San Isidro
10. San Ramón
11. Sébaco
12. Terrabona
13. Tuma - La Dalia

## Història
Els habitants de la regió abans de l'arribada dels espanyols eren els pobles anominats chontales (per Oviedo en 1527), ulúas (per l'Oïdor García Palacios en 1576), popoluques per Fra Blas de Hurtado en 1748, de vegades anomenats xicaques o lenques. La seva llengua, denominada "matagalpa" des de 1891 quan el lingüista Daniel Garrison Brinton la va estudiar i va classificar. Abans havien tingut diferents denominacions com chontal, populuca, cacaopera o pantasma. El terme "matagalpa" s'usa també per a la denominació de la pròpia ètnia. Els matagalpes habitaven pobles com Susucayán, Apalí, Mozonte, Alcayán, Tapacusí, Caulatú, Quilalí, Apasupo, Yalagüina, Palacagüina, Condega, Sébaco, Metapa, Olominapa, Tecomapa, Matagalpa, Molagüina, Solingalpa, Jinotega, Abay, Yasica, Muy Muy, Teustepe, Juigalpa i Acoyapa.
Els matagalpes foren els primers a enfrontar-se als espanyols quan Francisco Hernández de Córdoba, Hernando de Soto i les seves tropes van voler penetrar en 1525 al seu territori a Joana Mostega, a 13 llegües al nord-est de Telica. En 1530 fra Lázaro de Guido comença l'evangelització dels matagalpes a la zona de Sébaco i les serres circumdants, missió continuada per fra Juan de Alburquerque en 1600 una mica més a l'interior. El 1628 s'hi crearen els reducciones per als amerindis de San Ramón Nonnato i San Pedro de Metapa. Es val alçar contra els espanyols els anys 1643, 1688, 1773 i 1881.